# 존 힐 (축구인)
존 B. 힐(John B. Hill, 1949년 5월 8일 ~ )은 1982년 FIFA 월드컵 에서 뉴질랜드 축구 국가대표팀 소속으로 출전했던 뉴질랜드의 전 축구 선수이다.
힐의 첫 번째 프로 클럽은 북아일랜드 벨파스트의 글렌토런 FC이었다. 이후 1975년 뉴질랜드로 이주하여 1980년부터 1982년까지 기스본 시티 에서 뛰었다.
힐은 1980년 8월 20일 멕시코를 4-0으로 이긴 경기에서 뉴질랜드 축구 국가대표팀 데뷔전을 치렀고 총 17번의 출전을 기록했다.
1982년 스페인 에서 열린 FIFA 월드컵에서 뉴질랜드 축구 국가대표팀 을 소속으로 참가하였고첫 스코틀랜드를 상대 2-5 패를 기록한 경기에 출전한 후 소련 과 브라질 과의 다른 두 경기에 결장했다.